# Велика Пудга
Велика Пудга́ (рос. Большая Пудга) — село в Можгинському районі Удмуртії, Росія.
Урбаноніми:
- вулиці — Молодіжна, Набережна, Центральна

## Населення
Населення — 423 особи (2010; 457 в 2002).
Національний склад станом на 2002 рік:
- удмурти — 52 %
- росіяни — 46 %